# Discografia di Charles Aznavour
Questa voce elenca la discografia di Charles Aznavour.

## Discografia francese

### Album studio
| Anno | Album                                                         | Casa discografica | Certificationi                                        | Note |
| ---- | ------------------------------------------------------------- | ----------------- | ----------------------------------------------------- | --- |
| 1953 | Charles Aznavour chante... Charles Aznavour                   | Ducretet-Thomson  |                                                       | |
| 1955 | Charles Aznavour chante Charles Aznavour, vol. 2              | Ducretet-Thomson  |                                                       | |
| 1956 | Charles Aznavour chante Charles Aznavour, vol. 3              | Ducretet-Thomson  |                                                       | |
| 1957 | Bravos du music-hall à Charles Aznavour                       | Ducretet-Thomson  |                                                       | |
| 1958 | C'est ça                                                      | Ducretet-Thomson  |                                                       | |
| 1960 | Les Deux Guitares                                             | Barclay           |                                                       | |
| 1961 | Charles Aznavour (Je m'voyais déjà)                           | Barclay           |                                                       | |
| 1961 | Charles Aznavour (Il faut savoir)                             | Barclay           |                                                       | |
| 1962 | Charles Aznavour accompagné par Burt Random et Paul Mauriat   | Barclay           |                                                       | |
| 1963 | Qui ?                                                         | Barclay           |                                                       | |
| 1963 | La Mamma                                                      | Barclay           |                                                       | |
| 1964 | Charles Aznavour, volume 1                                    | Columbia          |                                                       | Riregistrazioni Columbia di nuove versioni                                                                               |
| 1964 | Charles Aznavour, volume 2                                    | Columbia          |                                                       | Riregistrazioni Columbia di nuove versioni                                                                               |
| 1964 | Charles Aznavour, volume 3                                    | Columbia          |                                                       | Riregistrazioni Columbia di nuove versioni                                                                               |
| 1964 | Charles Aznavour accompagné par Paul Mauriat et son orchestre | Barclay           |                                                       | |
| 1965 | Aznavour 65                                                   | Barclay           |                                                       | |
| 1966 | Charles Aznavour (La bohème)                                  | Barclay           |                                                       | |
| 1966 | De t'avoir aimée...                                           | Barclay           |                                                       | |
| 1967 | Entre deux rêves                                              | Barclay           |                                                       | |
| 1968 | J'aime Charles Aznavour, vol. 4                               | Columbia          |                                                       | Riregistrazioni Columbia di nuove versioni                                                                               |
| 1969 | Désormais...                                                  | Barclay           |                                                       | |
| 1971 | Non, je n'ai rien oublié                                      | Barclay           |                                                       | |
| 1972 | Idiote je t'aime...                                           | Barclay           |                                                       | |
| 1973 | Charles Aznavour raconte aux enfants... Le géant égoïste      | Barclay           |                                                       | |
| 1974 | Visages de l'amour                                            | Barclay           |                                                       | |
| 1975 | Hier... encore                                                | Barclay           |                                                       | Riregistrazioni di nuove versioni con gli arrangiamenti di Del Newman                                                    |
| 1976 | Voilà que tu reviens                                          | Barclay           |                                                       | |
| 1978 | Je n'ai pas vu le temps passer...                             | Barclay           |                                                       | |
| 1978 | Un enfant est né...                                           | Barclay           |                                                       | Album natalizio |
| 1980 | Autobiographie                                                | Barclay           | - France: or                                          | |
| 1982 | Je fais comme si...                                           | Barclay           |                                                       | |
| 1982 | Une première danse/La légende de Stenka Razine                | Barclay           |                                                       | Con la partecipazione dei Compagnons de la chanson sul brano "La légende de Stenka Razine"                               |
| 1983 | Charles chante Aznavour et Dimey                              | Barclay           |                                                       | |
| 1986 | Aznavour (Embrasse-moi)                                       | Tréma             | - France: or                                          | |
| 1987 | Aznavour (Je bois)                                            | Tréma             |                                                       | |
| 1989 | L'éveil, vol. 1                                               | Tréma             |                                                       | Réenregistrements Tréma de versions nouvelles                                                                            |
| 1989 | L'élan, vol. 2                                                | Tréma             |                                                       | Réenregistrements Tréma de versions nouvelles                                                                            |
| 1989 | L'envol, vol. 3                                               | Tréma             |                                                       | Réenregistrements Tréma de versions nouvelles                                                                            |
| 1991 | Aznavour 92                                                   | Tréma             |                                                       | |
| 1994 | Toi et moi                                                    | Musarm            | - France: or                                          | |
| 1996 | Pierre Roche / Charles Aznavour                               | EMI               |                                                       | Album che riprende per la prima volta i sei 78 giri registrati da Pierre Roche e Charles Aznavour tra il 1948 e il 1950. |
| 1997 | Plus bleu...                                                  | EMI               | - France: 2x or                                       | Album incluant un duo virtuel avec Édith Piaf sur la chanson "Plus bleu que tes yeux"                                    |
| 1998 | Jazznavour                                                    | EMI               | - France: or                                          | Album incluant deux duos avec Diane Reeves                                                                               |
| 2000 | Aznavour 2000                                                 | EMI               | - France: 2x or                                       | |
| 2003 | Je voyage                                                     | EMI               | - France: 2x or                                       | Album incluant un duo avec Katia Aznavour sur la chanson "Je voyage"                                                     |
| 2005 | Insolitement vôtre                                            | EMI               |                                                       | Album contenant quelques duos et collaborations                                                                          |
| 2007 | Colore ma vie                                                 | EMI               | - France: or                                          | |
| 2008 | Duos                                                          | EMI               | - Belgique: or - Canada: platine - France: 2x platine | Double album de duos avec Elton John, Julio Iglesias, Nana Mouskouri, Sting, Céline Dion, Johnny Hallyday...             |
| 2009 | Charles Aznavour and The Clayton Hamilton Jazz Orchestra      | EMI               | - France: or                                          | Album incluant deux chansons nouvelles et trois duos, avec Rachelle Ferrell et Diane Reeves                              |
| 2011 | Toujours                                                      | EMI               | - France: or                                          | Album incluant un duo avec Thomas Dutronc sur la chanson "Elle"                                                          |
| 2015 | Encores                                                       | Barclay           |                                                       | Album incluant un duo avec Benjamin Clémentine sur la chanson "You've got to learn" (Il faut savoir)                     |

### EP
| Année | Maxi | Étiquette              | Notes                                                                                              |
| ----- | --- | ---------------------- | -------------------------------------------------------------------------------------------------- |
| 1954  | Charles Aznavour – 1 Moi j'fais mon rond – Viens au creux de mon épaule – Parce que – Ah! | Ducretet-Thomson       | |
| 1955  | Charles Aznavour – 2 Je t'aime comme ça – À t'regarder – Ça – Toi | Ducretet-Thomson       | |
| 1955  | Charles Aznavour – 3 Terre nouvelle – Le palais de nos chimères – Sur ma vie – Après l'amour | Ducretet-Thomson       | |
| 1956  | Charles Aznavour – 4 Le chemin de l'éternité – Je cherche mon amour – Prends garde – Une enfant | Ducretet-Thomson       | |
| 1956  | Charles Aznavour – 5 On ne sait jamais – J'entends ta voix – Vivre avec toi – J'aime Paris au mois de mai | Ducretet-Thomson       | |
| 1956  | Interdit aux moins de 16 ans Après l'amour – Je veux te dire adieu – Prends garde – L'amour à fleur de cœur | Ducretet-Thomson       | |
| 1956  | Charles Aznavour se souvient... de Roche et Aznavour J'ai bu – Tant de monnaie – Le feutre taupé – Il pleut | Ducretet-Thomson       | |
| 1956  | Édition spéciale Merci mon Dieu – L'amour a fait de moi – Sa jeunesse – Sur la table | Ducretet-Thomson       | |
| 1956  | Charles Aznavour bavarde avec ses fans | Pathé Marconi Pyral    | Présentation de Jean Nohain, 20 cm                                                                 |
| 1957  | Ay! Mourir pour toi – Perdu – Pour faire une jam – Il y avait trois jeunes garçons | Ducretet-Thomson       | |
| 1957  | Charles dans la ville La ville – Si je n'avais plus – C'est merveilleux l’amour | Ducretet-Thomson       | |
| 1958  | À toi mon amour Quand tu viens chez moi, mon cœur – Mon amour – Ton beau visage – Je hais les dimanches | Ducretet-Thomson       | |
| 1958  | Mon cœur à nu Je te donnerai – Ce sacré piano – Je ne peux pas rentrer chez moi – C'est ça | Ducretet-Thomson       | |
| 1958  | Spécial 59 De ville en ville – Ma main a besoin de ta main – À tout jamais – Donne donne-moi | Ducretet-Thomson       | |
| 1959  | Pourquoi viens-tu si tard? Pourquoi viens-tu si tard (par Charles Aznavour)– Tu étais trop jolie (instrumental) – Francesca (instrumental) – Je m'voyais déjà (instrumental) – Pourquoi viens-tu si tard? (par Virginie Reno) – Pourquoi viens-tu si tard? (instrumental) | Ducretet-Thomson       | B.O.F., musique de Charles Aznavour; Réédité pour téléchargement numérique en 2014, BNF Collection |
| 1959  | Le cercle vicieux J'ai besoin de ton amour (instrumental) – Frieda (instrumental) – Attention Monsieur Dubois (instrumental) – Nadia (instrumental) | Pathé                  | B.O.F., musique de Charles Aznavour                                                                |
| 1959  | J'en déduis que je t'aime – Mon amour protège-moi – Gosse de Paris – Tant que l'on s'aimera | Ducretet-Thomson       | |
| 1959  | La nuit des traqués Mon amour, protège-moi* | Ducretet-Thomson       | B.O.F., * par C. Aznavour                                                                          |
| 1960  | Quand tu vas revenir – Dis-moi – Tu étais trop jolie – Liberté | Ducretet-Thomson       | |
| 1960  | Tu t'laisses aller – J'ai perdu la tête – Plus heureux que moi – La nuit | Barclay                | |
| 1960  | Les deux guitares – Ce jour tant attendu – Rendez-vous à Brasilia – Fraternité | Barclay                | |
| 1960  | L'amour et la guerre – Prends le chorus – L'enfant prodigue – Monsieur est mort | Barclay                | |
| 1961  | Je m'voyais déjà – Quand tu m'embrasses – Comme des étrangers – Tu vis ta vie mon cœur | Barclay                | |
| 1961  | Il faut savoir – Avec ces yeux-là! – Le carillonneur – La marche des anges | Barclay                | |
| 1961  | J'ai tort – Voilà que ça recommence – Esperanza – Lucie | Barclay                | |
| 1961  | Noël des mages* – Douce nuit – Noël-Carillon – Dors, ma colombe (avec les chanteurs de Saint-Eustache) | Barclay                | (* par C. Aznavour)                                                                                |
| 1962  | Alléluia – Les petits matins – L'amour c'est comme un jour – Trousse-Chemise | Barclay                | |
| 1962  | Les comédiens – Au rythme de mon cœur – Tu n'as plus – Notre amour nous ressemble | Barclay                | |
| 1963  | Je t'attends – Dors – Les deux pigeons – Ô! toi la vie | Barclay                | |
| 1963  | Rentre chez toi et pleure – L'amour à fleur de cœur – Sa jeunesse... entre ses mains [2e version] – Jézébel | Columbia/Pathé-Marconi | Nouvelles versions                                                                                 |
| 1963  | For me... formidable – Tu exagères – Bon anniversaire – Il viendra ce jour | Barclay                | |
| 1963  | Trop tard – Au clair de mon âme – Donne tes seize ans – Qui? | Barclay                | |
| 1963  | Sylvie – Les aventuriers – La mamma – Ne dis rien | Barclay                | |
| 1963  | Et Pourtant – Le temps des caresses – Si tu m'emportes – Tu veux | Barclay                | |
| 1964  | J'aime Paris au mois de mai – Après l'amour – Parce que – Ce sacré piano | Columbia/Pathé-Marconi | Nouvelles versions                                                                                 |
| 1964  | Que c'est triste Venise – Hier encore – À ma fille – Quand j'en aurai assez | Barclay                | |
| 1964  | Le temps – Tu t'amuses – Avec – Il te suffisait que je t'aime | Barclay                | |
| 1964  | Week-end à Zuydcoote Le monde est sous nos pas* | Barclay                | B.O.F., * par C. Aznavour/musique de Maurice Jarre                                                 |
| 1965  | Le toréador – Que Dieu me garde – Reste – Les filles d'aujourd'hui | Barclay                | |
| 1965  | Le monde est sous nos pas – Isabelle – Je te réchaufferai – C'est fini | Barclay                | |
| 1965  | Monsieur Carnaval La bohème – Aime-moi – Quelque chose ou quelqu'un – Ça vient quand on y pense | Barclay                | |
| 1965  | La Bohème – Plus Rien – Et je vais | Barclay                | |
| 1965  | Charles Aznavour vous parle du Palais d'hiver | J.B.P.                 | Interview de Charles Aznavour par Jean Serge                                                       |
| 1965  | Le crocodile majuscule | Barclay                | Bande originale du film, d'après un conte de Marielle Sohier, dit par Charles Aznavour             |
| 1966  | Charles Aznavour chante Paris au mois d'août Paris au mois d'août – Sur le chemin du retour – Il fallait bien – Parce que tu crois | Barclay                | |
| 1966  | Je l'aimerai toujours – Plus rien – Et moi dans mon coin – Je reviendrai de loin | Barclay                | |
| 1966  | Les enfants de la guerre – Pour essayer de faire une chanson – Ma mie – De t'avoir aimée | Barclay                | |
| 1966  | Tu ne tueras point L'amour et la guerre (1re partie) – L'amour et la guerre (2e partie) – L'amour et la guerre (3e partie) – L'amour et la guerre (instrumental) | Barclay                | B.O.F.                                                                                             |
| 1966  | Le comité français pour la campagne mondiale contre la faim Noël des mages (avec les chanteurs de Saint-Eustache) | Barclay                | Compilation                                                                                        |
| 1967  | Il te faudra bien revenir – Entre nous – Je reviens Fanny – Les bons moments | Barclay                | |
| 1967  | Yerushalaïm – Un jour – Éteins la lumière – Tu étais toi | Barclay                | |
| 1968  | Caroline – J'aimerai – Emmenez-moi – Au voleur! | Barclay                | |
| 1968  | Le cabotin – Comme une maladie – Tout s'en va | Barclay                | |
| 1969  | La lumière – Désormais – Je n'oublierai jamais – L'amour | Barclay                | |
| 1969  | Si j'avais un piano – Ma main a besoin de ta main – Le palais de nos chimères – Je te donnerai | Columbia/Pathé-Marconi | Nouvelles versions                                                                                 |
| 1969  | Quand et puis pourquoi – S'il y avait une autre toi – Marie l'orpheline – Comme l'eau, le feu, le vent | Barclay                | |
| 1969  | Non identifié – Les faux – Alors je dérive – Y'a vraiment pas de quoi (en faire une chanson) | Barclay                | |
| 1970  | Les jours heureux – Le temps des loups – Avec toi | Barclay                | |

### 78 giri
| Année | Simple                                                                | Étiquette               | Notes                                                           |
| ----- | --------------------------------------------------------------------- | ----------------------- | --------------------------------------------------------------- |
| 1948  | Voyez, c'est le printemps – J'ai bu                                   | Polydor                 | Roche et Aznavour, 78 tours                                     |
| 1948  | Départ-express – Le feutre taupé                                      | Polydor                 | Roche et Aznavour, 78 tours                                     |
| 1948  | Tant de monnaie – Je n'ai qu'un sou                                   | Polydor                 | Roche et Aznavour, 78 tours                                     |
| 1948  | Je suis amoureux – Boule de gomme                                     | Polydor                 | Roche et Aznavour, 78 tours                                     |
| 1949  | Les cris de ma ville – Retour                                         | London/Canada           | Roche et Aznavour, 78 tours; Réédité en 1950, Polydor           |
| 1949  | En revenant de Québec – Il pleut                                      | London/Canada           | Roche et Aznavour, 78 tours; Réédité en 1950, Polydor           |
| 1952  | Jézébel – Poker                                                       | Ducretet-Thomson Selmer | 78 tours                                                        |
| 1952  | Plus bleu que tes yeux – Oublie Loulou                                | Ducretet-Thomson Selmer | 78 tours                                                        |
| 1952  | Quand elle chante – Si j'avais un piano                               | Ducretet-Thomson Selmer | 78 tours                                                        |
| 1953  | Mé-ké – Viens                                                         | Ducretet-Thomson Selmer | 78 tours                                                        |
| 1953  | Et bâiller et dormir – Intoxiqué                                      | Ducretet-Thomson Selmer | 78 tours                                                        |
| 1953  | À propos de pommier – Couchés dans le foin                            | Ducretet-Thomson Selmer | 78 tours                                                        |
| 1954  | Heureux avec des riens – Quelque part dans la nuit                    | Ducretet-Thomson        | 78 tours                                                        |
| 1954  | Monsieur Jonas – Les chercheurs d'or                                  | Ducretet-Thomson        | 78 tours                                                        |
| 1954  | Monsieur Jonas – Ah!                                                  | Ducretet-Thomson        | 78 tours, réédition avec face B différente                      |
| 1954  | Moi j'fais mon rond – Parce que                                       | Ducretet-Thomson        | 78 tours                                                        |
| 1954  | Les chercheurs d'or – L'émigrant                                      | Ducretet-Thomson        | 78 tours                                                        |
| 1954  | Je veux te dire adieu – Viens pleurer aux creux de mon épaule         | Ducretet-Thomson        | 78 tours                                                        |
| 1954  | Je t'aime comme ça – À t'regarder                                     | Ducretet-Thomson        | 78 tours                                                        |
| 1954  | La bagarre!... – Je voudrais                                          | Ducretet-Thomson        | 78 tours                                                        |
| 1954  | Poker – Monsieur Jonas                                                | Ducretet-Thomson        |                                                                 |
| 1955  | Sur ma vie – Le palais de nos chimères                                | Ducretet-Thomson        | 78 tours                                                        |
| 1955  | Je t'aime comme ça (extrait) – À t'regarder (extrait) – Toi (extrait) | Ducretet-Thomson        | 78 tours 15 cm (promo)                                          |
| 1955  | Prends garde – Je cherche mon amour                                   | Ducretet-Thomson        | 78 tours                                                        |
| 2014  | Le feutre taupé – Départ Express                                      | Polydor                 | 78 tours de Roche et Aznavour, tirage limité "90e anniversaire" |

### 45 giri
| Année                                            | Simple                                                                                        | Étiquette                                                                  | Notes                                                                                         |
| ------------------------------------------------ | --------------------------------------------------------------------------------------------- | -------------------------------------------------------------------------- | --------------------------------------------------------------------------------------------- |
| 1955                                             |                                                                                               |                                                                            |                                                                                               |
| Je t'aime comme ça – À t'regarder                |                                                                                               |                                                                            |                                                                                               |
| Toi – Ça                                         |                                                                                               |                                                                            |                                                                                               |
| La bagarre – Je voudrais                         |                                                                                               |                                                                            |                                                                                               |
| Viens pleurer au creux de mon épaule – Parce que |                                                                                               |                                                                            |                                                                                               |
| Terre nouvelle – Le palais de nos chimères       | Ducretet-Thomson                                                                              |                                                                            |                                                                                               |
| Après l'amour – Sur ma vie                       | Ducretet-Thomson                                                                              |                                                                            |                                                                                               |
| Rentre chez toi et pleure – Je cherche mon amour | Ducretet-Thomson                                                                              |                                                                            |                                                                                               |
| Le chemin de l'éternité – Je cherche mon amour   | Ducretet-Thomson                                                                              |                                                                            |                                                                                               |
| Prends garde – Une enfant                        | Ducretet-Thomson                                                                              |                                                                            |                                                                                               |
| 1956                                             | Ducretet-Thomson                                                                              | Sa jeunesse... entre ses mains– L'amour a fait de moi                      |                                                                                               |
| 1956                                             | Ducretet-Thomson                                                                              | On ne sait jamais – J'entends ta voix                                      |                                                                                               |
| 1956                                             | Ducretet-Thomson                                                                              | Vivre avec toi – J'aime Paris au mois de mai                               |                                                                                               |
| 1957                                             | Ducretet-Thomson                                                                              | Merci mon cœur – L'amour à fleur de cœur                                   |                                                                                               |
| 1957                                             | Ducretet-Thomson                                                                              | Charles Aznavour chante pour vous Ay! Mourir pour toi – Pour faire une jam |                                                                                               |
| 1957                                             | Ducretet-Thomson                                                                              | Sur la table – Bal du faubourg                                             |                                                                                               |
| 1957                                             | Ducretet-Thomson                                                                              | À t'regarder – Bal du faubourg                                             |                                                                                               |
| 1958                                             | Si je n'avais plus – C'est merveilleux l’amour                                                | Ducretet-Thomson                                                           |                                                                                               |
| 1958                                             | La ville – Ton beau visage                                                                    | Ducretet-Thomson                                                           |                                                                                               |
| 1958                                             | Ce sacré piano – Je te donnerai                                                               | Ducretet-Thomson                                                           |                                                                                               |
| 1958                                             | Je ne peux pas rentrer chez moi – C'est ça                                                    | Ducretet-Thomson                                                           |                                                                                               |
| 1958                                             | De ville en ville – Donne, donne-moi mon cœur                                                 | Ducretet-Thomson                                                           |                                                                                               |
| 1958                                             | Ma main a besoin de ta main – À tout jamais                                                   | Ducretet-Thomson                                                           |                                                                                               |
| 1959                                             | Couchés dans le foin – Je hais les dimanches                                                  | Ducretet-Thomson                                                           |                                                                                               |
| 1959                                             | Mon amour protège-moi – Pourquoi viens-tu si tard?                                            | Ducretet-Thomson                                                           |                                                                                               |
| 1959                                             | Quand tu viens chez moi mon cœur – Il y avait trois jeunes garçons                            | Ducretet-Thomson                                                           |                                                                                               |
| 1959                                             | Mon amour protège-moi – J'en déduis que je t'aime                                             | Ducretet-Thomson                                                           |                                                                                               |
| 1959                                             | Délit de fuite Tant que l'on s'aimera – Gosse de Paris                                        | Ducretet-Thomson                                                           |                                                                                               |
| 1960                                             | Dis-moi – Tu étais trop jolie                                                                 | Ducretet-Thomson                                                           |                                                                                               |
| 1960                                             | Liberté – Quand tu vas revenir                                                                | Ducretet-Thomson                                                           |                                                                                               |
| 1960                                             | Tu t'laisses aller – J'ai perdu la tête                                                       | Barclay                                                                    | Juke-box/promo                                                                                |
| 1960                                             | Les deux guitares – Ce jour tant attendu                                                      | Barclay                                                                    | Juke-box/promo                                                                                |
| 1960                                             | Rendez-vous à Brasilia – Plus heureux que moi                                                 | Barclay                                                                    | Juke-box/promo                                                                                |
| 1960                                             | J'ai des millions de rien du tout – Ce n'est pas nécessairement ça                            | Barclay                                                                    | Juke-box/promo                                                                                |
| 1960                                             | L'amour et la guerre – L'enfant prodigue                                                      | Barclay                                                                    | Juke-box/promo                                                                                |
| 1960                                             | Première de Charles Aznavour à l'Alhambra Je m'voyais déjà – L'enfant prodigue (instrumental) | Barclay                                                                    | tirage spécial « 12 décembre 1960 »                                                           |
| 1961                                             | Je m'voyais déjà – Quand tu m'embrasses                                                       | Barclay                                                                    | Juke-box/promo                                                                                |
| 1961                                             | Comme des étrangers – Tu vis ta vie mon cœur                                                  | Barclay                                                                    | Juke-box/promo                                                                                |
| 1961                                             | La marche des anges – Il faut savoir                                                          | Barclay                                                                    | Juke-box/promo                                                                                |
| 1961                                             | Le carillonneur – Avec ces yeux-là                                                            | Barclay                                                                    | Juke-box/promo                                                                                |
| 1961                                             | Monsieur est mort – Prends le chorus                                                          | Barclay                                                                    | Juke-box/promo                                                                                |
| 1961                                             | J'ai tort – Lucie                                                                             | Barclay                                                                    | Juke-box/promo                                                                                |
| 1961                                             | Voilà que ça recommence – Ne crois surtout pas                                                | Barclay                                                                    | Juke-box/promo                                                                                |
| 1961                                             | Noël des mages* (avec les chanteurs de Saint-Eustache)                                        | Sonorama                                                                   | Juke-box/promo                                                                                |
| 1962                                             | Esperanza – Au rythme de mon cœur                                                             | Barclay                                                                    | Juke-box/promo                                                                                |
| 1962                                             | Alléluia – Trousse-Chemise                                                                    | Barclay                                                                    | Juke-box/promo                                                                                |
| 1962                                             | Les petits matins – L'amour c'est comme un jour                                               | Barclay                                                                    | Juke-box/promo                                                                                |
| 1962                                             | Tu n'as plus – Les comédiens                                                                  | Barclay                                                                    | Juke-box/promo                                                                                |
| 1963                                             | Jézébel – L'amour à fleur de cœur                                                             | Columbia/Pathé-Marconi                                                     | Nouvelles versions                                                                            |
| 1963                                             | Rentre chez toi et pleure – Sa jeunesse... entre ses mains                                    | Columbia/Pathé-Marconi                                                     | Nouvelles versions                                                                            |
| 1963                                             | Trop tard – Les deux pigeons                                                                  | Barclay                                                                    | Juke-box/promo                                                                                |
| 1963                                             | Donne tes seize ans – For me... formidable                                                    | Barclay                                                                    | Juke-box/promo                                                                                |
| 1963                                             | Qui – Je t'attends                                                                            | Barclay                                                                    | Juke-box/promo                                                                                |
| 1963                                             | Tu exagères – Au clair de mon âme                                                             | Barclay                                                                    | Juke-box/promo                                                                                |
| 1963                                             | Bon anniversaire – Il viendra ce jour                                                         | Barclay                                                                    | Juke-box/promo                                                                                |
| 1963                                             | Sylvie – Les aventuriers                                                                      | Barclay                                                                    | Juke-box/promo                                                                                |
| 1963                                             | La mamma – Ne dis rien                                                                        | Barclay                                                                    | Juke-box/promo                                                                                |
| 1963                                             | Et Pourtant – Tu veux                                                                         | Barclay                                                                    | Juke-box/promo                                                                                |
| 1963                                             | Le temps des caresses – Si tu m'emportes                                                      | Barclay                                                                    | Juke-box/promo                                                                                |
| 1964                                             | J'en déduis que je t'aime – J'aime Paris au mois de mai                                       | Columbia/Pathé-Marconi                                                     | Nouvelles versions                                                                            |
| 1964                                             | On ne sait jamais – Ce sacré piano                                                            | Columbia/Pathé-Marconi                                                     | Nouvelles versions                                                                            |
| 1964                                             | Que c'est triste Venise – Hier encore                                                         | Barclay                                                                    | Juke-box/promo                                                                                |
| 1964                                             | À ma fille – Quand j'en aurai assez                                                           | Barclay                                                                    | Juke-box/promo                                                                                |
| 1964                                             | Le temps – Tu t'amuses                                                                        | Barclay                                                                    | Juke-box/promo                                                                                |
| 1964                                             | Il te suffisait que je t'aime – Avec                                                          | Barclay                                                                    | Juke-box/promo                                                                                |
| 1965                                             | Le monde est sous nos pas* – Je te réchaufferai                                               | Barclay                                                                    | Juke-box/promo, * du film « Week-end à Zuydcoote »                                            |
| 1965                                             | Le toréador – C'est fini                                                                      | Barclay                                                                    | Juke-box/promo                                                                                |
| 1965                                             | Les filles d'aujourd'hui – Reste                                                              | Barclay                                                                    | Juke-box/promo                                                                                |
| 1965                                             | Isabelle – Que Dieu me garde                                                                  | Barclay                                                                    | Juke-box/promo                                                                                |
| 1965                                             | La Bohème                                                                                     | Barclay                                                                    | Promo monoface                                                                                |
| 1966                                             | La Bohème – Quelque chose ou quelqu'un                                                        | Barclay                                                                    | Juke-box/promo                                                                                |
| 1966                                             | La Bohème – Plus rien                                                                         | Barclay                                                                    | Juke-box/promo                                                                                |
| 1966                                             | Il fallait bien – Paris au mois d'août                                                        | Barclay                                                                    | Juke-box/promo                                                                                |
| 1966                                             | Aime-moi – Sarah                                                                              | Barclay                                                                    | Juke-box/promo                                                                                |
| 1966                                             | Et moi dans mon coin – Plus rien                                                              | Barclay                                                                    | Juke-box/promo                                                                                |
| 1966                                             | Je l'aimerai toujours – Je reviens de loin                                                    | Barclay                                                                    | Juke-box/promo                                                                                |
| 1966                                             | Les enfants de la guerre – Pour essayer de faire une chanson                                  | Barclay                                                                    | Juke-box/promo                                                                                |
| 1966                                             | Ma mie – De t'avoir aimée                                                                     | Barclay                                                                    | Juke-box/promo                                                                                |
| 1966                                             | Venezia (par Ricardo) – Quelques mots de Charles Aznavour                                     | Riviera                                                                    |                                                                                               |
| 1967                                             | Les bons moments – Je l'aimerai toujours                                                      | Barclay                                                                    | Juke-box/promo                                                                                |
| 1967                                             | Il te faudra bien revenir – Je reviens Fanny                                                  | Barclay                                                                    | Juke-box/promo                                                                                |
| 1967                                             | Yerushalaïm – Éteins la lumière                                                               | Barclay                                                                    | Juke-box/promo                                                                                |
| 1968                                             | Emmenez-moi – Emmenez-moi                                                                     | Barclay                                                                    | Promo                                                                                         |
| 1968                                             | Emmenez-moi – Caroline                                                                        | Barclay                                                                    | Juke-box/promo                                                                                |
| 1968                                             | Le cabotin – Comme une maladie                                                                | Barclay                                                                    | Juke-box/promo                                                                                |
| 1968                                             | Au nom de la jeunesse – On a toujours le temps                                                | Barclay                                                                    | Juke-box/promo                                                                                |
| 1969                                             | La lumière – Désormais                                                                        | Barclay                                                                    |                                                                                               |
| 1969                                             | Quand et puis pourquoi – Marie l'orpheline                                                    | Barclay                                                                    | Promo « Le Discotruc parade »                                                                 |
| 1970                                             | Le temps des loups – Avec toi                                                                 | Barclay                                                                    |                                                                                               |
| 1971                                             | À t'regarder – Je t'aime comme ça                                                             | Columbia                                                                   | Promo, versions de 1964                                                                       |
| 1971                                             | Non, je n'ai rien oublié – Mourir d'aimer                                                     | Barclay                                                                    |                                                                                               |
| 1971                                             | Mourir d'aimer – Mourir d'aimer                                                               | Barclay                                                                    | Promo                                                                                         |
| 1972                                             | Le temps des loups                                                                            | Barclay                                                                    | Promo monoface                                                                                |
| 1972                                             | Isabelle – L'amour c'est comme un jour                                                        | Barclay                                                                    | Réédition, enregistrements déjà parus                                                         |
| 1972                                             | Me voilà seul – Les plaisirs démodés                                                          | Barclay                                                                    |                                                                                               |
| 1972                                             | Comme ils disent – Idiote je t'aime                                                           | Barclay                                                                    |                                                                                               |
| 1972                                             | Comme ils disent – On se réveillera                                                           | Barclay                                                                    |                                                                                               |
| 1973                                             | Les deux guitares – Tu t'laisses aller                                                        | Barclay                                                                    | Réédition, enregistrements déjà parus                                                         |
| 1973                                             | Je m'voyais déjà – Trousse-Chemise                                                            | Barclay                                                                    | Réédition, enregistrements déjà parus                                                         |
| 1973                                             | Il faut savoir – Les comédiens                                                                | Barclay                                                                    | Réédition, enregistrements déjà parus                                                         |
| 1973                                             | Hier encore – For me... formidable                                                            | Barclay                                                                    | Réédition, enregistrements déjà parus                                                         |
| 1973                                             | La mamma – Qui?                                                                               | Barclay                                                                    | Réédition, enregistrements déjà parus                                                         |
| 1973                                             | Que c'est triste Venise – Et Pourtant                                                         | Barclay                                                                    | Réédition, enregistrements déjà parus                                                         |
| 1973                                             | La Bohème – Paris au mois d'août                                                              | Barclay                                                                    | Réédition, enregistrements déjà parus                                                         |
| 1973                                             | Le cabotin – Les enfants de la guerre                                                         | Barclay                                                                    | Réédition, enregistrements déjà parus                                                         |
| 1973                                             | Désormais – Quand et puis pourquoi                                                            | Barclay                                                                    | Réédition, enregistrements déjà parus                                                         |
| 1973                                             | Emmenez-moi – Et moi dans mon coin                                                            | Barclay                                                                    | Réédition, enregistrements déjà parus                                                         |
| 1973                                             | Nous irons à Vérone – Un jour ou l'autre                                                      | Barclay                                                                    |                                                                                               |
| 1973                                             | On n'a plus quinze ans – Mon amour on se retrouvera                                           | Barclay                                                                    |                                                                                               |
| 1974                                             | La baraka – Je meurs de toi                                                                   | Barclay                                                                    |                                                                                               |
| 1974                                             | Un enfant de toi pour Noël – Hosanna                                                          | Barclay                                                                    |                                                                                               |
| 1975                                             | Ils sont tombés – Tes yeux mes yeux                                                           | Barclay                                                                    |                                                                                               |
| 1975                                             | Tous les visages de l'amour – De t'avoir aimée                                                | Barclay                                                                    |                                                                                               |
| 1976                                             | Merci Madame la vie – Merci Madame la vie                                                     | Barclay                                                                    | Promo                                                                                         |
| 1976                                             | Slowly – Par gourmandise                                                                      | Barclay                                                                    | Spécial club                                                                                  |
| 1976                                             | Mes emmerdes – Mais c'était hier                                                              | Barclay                                                                    |                                                                                               |
| 1976                                             | Voilà que tu reviens – Par gourmandise                                                        | Barclay                                                                    |                                                                                               |
| 1976                                             | Marie quand tu t'en vas – Mes emmerdes                                                        | Barclay                                                                    | Cadeau publicitaire du club « Total », Belgique                                               |
| 1977                                             | Camarade – Je ne connais que toi (You)                                                        | Barclay                                                                    |                                                                                               |
| 1977                                             | J'ai vu Paris – Ne t'en fais pas                                                              | Barclay                                                                    |                                                                                               |
| 1977                                             | Avant la guerre – La chanson du faubourg                                                      | Barclay                                                                    |                                                                                               |
| 1978                                             | Dieu – Retiens la nuit                                                                        | Barclay                                                                    |                                                                                               |
| 1978                                             | Ave Maria – Ave Maria                                                                         | Barclay                                                                    | Promo                                                                                         |
| 1978                                             | Ave Maria – Ave Maria (instrumental)                                                          | Barclay                                                                    |                                                                                               |
| 1979                                             | Être – Rien de moins que t'aimer                                                              | Barclay                                                                    |                                                                                               |
| 1980                                             | Il faut savoir                                                                                | Barclay                                                                    | Réédition, matériel déjà paru                                                                 |
| 1980                                             | Ça passe – Allez vaï Marseille                                                                | Barclay                                                                    |                                                                                               |
| 1980                                             | Ça passe – L'amour, bon Dieu l'amour                                                          | Barclay                                                                    |                                                                                               |
| 1980                                             | Ça passe – L'amour, bon Dieu l'amour                                                          | Barclay                                                                    | 45 t Maxi 30 cm                                                                               |
| 1981                                             | Téhéran 43 Une vie d'amour – Vetchnai lioubov                                                 | Barclay                                                                    |                                                                                               |
| 1981                                             | Une vie d'amour (avec Mireille Mathieu – Téhéran 43 (Ouverture)                               | Barclay                                                                    |                                                                                               |
| 1981                                             | Je fais comme si – Retiens la nuit                                                            | Barclay                                                                    |                                                                                               |
| 1982                                             | Une première danse – Un million de fois                                                       | Barclay                                                                    |                                                                                               |
| 1982                                             | Une première danse – Comme nous                                                               | Barclay                                                                    |                                                                                               |
| 1982                                             | La légende de Stenka Razine (avec les Compagnons de la chanson) – Ce n'est pas un adieu       | Barclay                                                                    |                                                                                               |
| 1983                                             | La salle et la terrasse – La mer à boire                                                      | Barclay                                                                    |                                                                                               |
| 1983                                             | Trèfle à quatre feuilles – Papa Calypso                                                       | Barclay                                                                    |                                                                                               |
| 1986                                             | Embrasse-moi – Les émigrants                                                                  | Tréma                                                                      |                                                                                               |
| 1986                                             | Paris je t'aime Charles Aznavour interprète : J'aime Paris au mois de mai                     | OPE/Pathé-Marconi                                                          | Compilation, Disque publicitaire en vinyle rose pour le parfum « Paris » d’Yves Saint-Laurent |
| 1987                                             | Toi contre moi – Je me raccroche à toi                                                        | Tréma                                                                      |                                                                                               |
| 1987                                             | Je bois – Les bateaux sont partis                                                             | Tréma                                                                      |                                                                                               |
| 1988                                             | Te dire adieu – Quand tu dors près de moi                                                     | Tréma                                                                      |                                                                                               |
| 1989                                             | Pour toi Arménie – Ils sont tombés*                                                           | Tréma                                                                      | * Dit par Robert Hossein et Rosy Varte                                                        |
| 1989                                             | Viens au creux de mon épaule – Sa jeunesse                                                    | Tréma                                                                      | Nouveaux enregistrements                                                                      |

### Compilations
| Année | Album                                                                                  | Étiquette                      | Certifications                                                                                | Notes |
| ----- | -------------------------------------------------------------------------------------- | ------------------------------ | --------------------------------------------------------------------------------------------- | --- |
| 1957  | 8 chansons de Charles Aznavour                                                         | Ducretet-Thomson               |                                                                                               | 16 tours 17 cm |
| 1960  | Les meilleures chansons de Charles Aznavour                                            | Ducretet-Thomson               |                                                                                               | |
| 1966  | Charles Aznavour chante en multiphonie stéréo, album n° 1                              | Barclay                        |                                                                                               | Nouvelles versions stéréo des chansons, dont certaines avec de nouvelles pistes voix |
| 1966  | Charles Aznavour chante en multiphonie stéréo, album n° 2                              | Barclay                        |                                                                                               | Nouvelles versions stéréo des chansons, dont certaines avec de nouvelles pistes voix |
| 1966  | Aznavour – La mamma                                                                    | Barclay                        |                                                                                               | |
| 1966  | Aznavour – Il faut savoir                                                              | Barclay                        |                                                                                               | |
| 1966  | Vedettes                                                                               | Barclay                        |                                                                                               | |
| 1967  | Charles Aznavour chante en multiphonie stéréo, album n° 3                              | Barclay                        |                                                                                               | Nouvelles versions stéréo des chansons, dont certaines avec de nouvelles pistes voix |
| 1967  | Il faut savoir                                                                         | Barclay                        |                                                                                               | |
| 1967  | Charles Aznavour                                                                       | Barclay                        |                                                                                               | Coffret 3 disques |
| 1968  | Les prénoms                                                                            | Barclay                        |                                                                                               | Album contenant une version stéréo d'Isabelle avec nouvelle piste voix |
| 1970  | Charles Aznavour chante ses vingt ans                                                  | Columbia                       |                                                                                               | |
| 1970  | Des vedettes aux idoles - 3                                                            | Ducretet-Thomson               |                                                                                               | |
| 1971  | Premiers succès                                                                        | EMI                            |                                                                                               | |
| 1971  | n° 2                                                                                   | EMI                            |                                                                                               | |
| 1972  | Disque d'or                                                                            | Ducretet-Thomson               |                                                                                               | |
| 1972  | Douze succès d'Aznavour                                                                | Barclay                        |                                                                                               | Album contenant un nouvel enregistrement de la chanson L'amour c'est comme un jour et quelques versions stéréo parues originellement sur les compilations de 1966/67                                                                        |
| 1973  | Je m'voyais déjà                                                                       | Columbia                       |                                                                                               | |
| 1974  | Premiers succès                                                                        | MFP/EMI                        |                                                                                               | |
| 1974  | Les grands succès                                                                      | Barclay                        |                                                                                               | |
| 1974  | Je t'aime comme ça                                                                     | EMI/Pathé Marconi              |                                                                                               | |
| 1975  | Charles Aznavour                                                                       | Ducretet-Thomson               |                                                                                               | 2 disques |
| 1976  | Je m'voyais déjà, vol. 1                                                               | Barclay                        |                                                                                               | |
| 1976  | La mamma, vol. 2                                                                       | Barclay                        |                                                                                               | |
| 1976  | Il faut savoir, vol. 3                                                                 | Barclay                        |                                                                                               | |
| 1976  | Qui, vol. 4                                                                            | Barclay                        |                                                                                               | |
| 1976  | Le temps, vol. 5                                                                       | Barclay                        |                                                                                               | |
| 1976  | Reste, vol. 6                                                                          | Barclay                        |                                                                                               | |
| 1976  | La bohème, vol. 7                                                                      | Barclay                        |                                                                                               | |
| 1976  | Emmenez-moi, vol. 8                                                                    | Barclay                        |                                                                                               | |
| 1976  | Désormais, vol. 9                                                                      | Barclay                        |                                                                                               | |
| 1976  | Non, je n'ai rien oublié, vol. 10                                                      | Barclay                        |                                                                                               | |
| 1976  | Comme ils disent, vol. 11                                                              | Barclay                        |                                                                                               | |
| 1976  | Visages de l'amour, vol. 12                                                            | Barclay                        |                                                                                               | |
| 1977  | Sur ma vie                                                                             | Pathé Marconi                  |                                                                                               | Coffret de 3 disques (36 titres de 1951 à 1960) |
| 1977  | Charles Aznavour                                                                       | MFP                            |                                                                                               | |
| 1978  | Paris au mois d'août                                                                   | Barclay                        |                                                                                               | |
| 1978  | Aznavour formidable                                                                    | Barclay                        |                                                                                               | |
| 1978  | Le disque d'or, vol. 1                                                                 | Barclay                        |                                                                                               | |
| 1979  | Le disque d'or, vol. 2                                                                 | Barclay                        |                                                                                               | |
| 1979  | Collection « Espaces »                                                                 | Thomson-Ducretet               |                                                                                               | |
| 1979  | Je ne peux pas rentrer chez moi – Sur ma vie – C'est merveilleux l'amour               | EMI                            |                                                                                               | Coffret 3 disques |
| 1980  | Disque d'or                                                                            | Thomson-Ducretet               |                                                                                               | Collection « Disque d'or 30 carats » |
| 1980  | Charles Aznavour                                                                       | Thomson-Ducretet               |                                                                                               | |
| 1980  | Enregistrements originaux                                                              | EMI MFP-Music Melody           |                                                                                               | 2 disques |
| 1983  | Amour... Toujours...                                                                   | Barclay                        |                                                                                               | Album contenant une version stéréo parue originellement sur les compilations de 1966/67, ainsi que deux nouveaux réenregistrements |
| 1984  | Enregistrements originaux                                                              | EMI                            |                                                                                               | |
| 1985  | La mamma                                                                               | Tréma                          |                                                                                               | Album contenant quelques versions stéréo parues originellement sur les compilations de 1966/67 |
| 1985  | Il faut savoir                                                                         | Tréma                          |                                                                                               | Album contenant quelques versions stéréo parues originellement sur les compilations de 1966/67 |
| 1986  | La bohème                                                                              | Tréma                          |                                                                                               | Album contenant quelques versions stéréo parues originellement sur les compilations de 1966/67 |
| 1986  | Tu t'laisses aller                                                                     | Tréma                          |                                                                                               | Album contenant quelques versions stéréo parues originellement sur les compilations de 1966/67 |
| 1986  | Les petits matins                                                                      | Tréma                          |                                                                                               | Album contenant quelques versions stéréo parues originellement sur les compilations de 1966/67 |
| 1986  | Le temps des loups                                                                     | Tréma                          |                                                                                               | Album contenant quelques versions stéréo parues originellement sur les compilations de 1966/67 |
| 1987  | 20 chansons d'or                                                                       | Tréma                          | - Belgique: or - Canada: or - France: 2x platine (album original) / 2x or (album remasterisé) | |
| 1987  | Les grandes chansons (volume 1)                                                        | Musarm                         |                                                                                               | |
| 1987  | Les grandes chansons (volume 2)                                                        | Musarm                         |                                                                                               | |
| 1987  | Palais des congrès 1987 (extraits)                                                     | Musarm                         |                                                                                               | |
| 1989  | Sur ma vie                                                                             | EMI/Thomson-Ducretet           |                                                                                               | 2 CD |
| 1990  | Préférences                                                                            | EMI                            |                                                                                               | |
| 1991  | Disque d'or                                                                            | EMI                            |                                                                                               | |
| 1992  | 108 grands succès                                                                      | Musarm                         |                                                                                               | 6 CD |
| 1992  | Coffret EMI                                                                            | EMI                            |                                                                                               | |
| 1992  | Jézébel                                                                                | EMI                            |                                                                                               | |
| 1992  | Sur ma vie                                                                             | EMI                            |                                                                                               | |
| 1992  | Pour faire une jam                                                                     | EMI                            |                                                                                               | |
| 1992  | Liberté                                                                                | EMI                            |                                                                                               | |
| 1992  | J'aime Paris au mois de mai                                                            | EMI                            |                                                                                               | |
| 1994  | 40 chansons d'or                                                                       | EMI                            | - France: platine                                                                             | Combinant les versions Barclay et Tréma |
| 1996  | L'Authentique - Colonne Morris                                                         | EMI                            |                                                                                               | Intégrale 30 CD |
| 1996  | 40 chansons d'or                                                                       | EMI                            | - Belgique: or - Canada: platine - France: or                                                 | Nouvelle édition incluant les versions Columbia et une sélection différente |
| 1996  | Charles Aznavour chante Noël                                                           | EMI                            |                                                                                               | Compilation de Noël |
| 1998  | Mes amours                                                                             | EMI                            |                                                                                               | |
| 1998  | Aznavour live à l'Olympia                                                              | EMI                            |                                                                                               | Coffret 6 CD de luxe format vinyle; Réédité pour téléchargement numérique en 2003, EMI |
| 1998  | L'Authentique                                                                          | EMI                            |                                                                                               | Nouvelle présentation de l'intégrale de 30 CD |
| 2000  | L'Essentiel                                                                            | EMI                            |                                                                                               | |
| 2001  | D'un siècle à l'autre                                                                  | EMI                            |                                                                                               | Longbox 3 CD |
| 2004  | Aznavour – Indispensables                                                              | EMI                            |                                                                                               | 4 CD + DVD |
| 2004  | Charles Aznavour – Platinum Collection                                                 | EMI                            | - France: or                                                                                  | 3 CD |
| 2004  | Intégrale Charles Aznavour – Arc de triomphe                                           | EMI                            |                                                                                               | Intégrale 52 CD, incluant les live |
| 2004  | Jezebel                                                                                | EMI                            |                                                                                               | |
| 2006  | Hier encore : Best of studio et live à l'Olympia                                       | EMI                            | - France: or                                                                                  | 2 CD |
| 2013  | Les 50 + Belles Chansons                                                               | Barclay                        |                                                                                               | 3 CD |
| 2013  | Les 100 + Belles Chansons                                                              | Barclay                        |                                                                                               | 5 CD |
| 2014  | 90e anniversaire: Best of Charles Aznavour                                             | Barclay                        |                                                                                               | 4 CD; Réédité partiellement sur 2 vinyles en 2016, Barclay. |
| 2014  | Discographie Studio Originale, Vol. 1 : 1948-49                                        | Barclay                        |                                                                                               | Nouvelle remastérisation haute-définition des 78 tours |
| 2014  | Discographie Studio Originale, Vol. 2 : 1951-54                                        | Barclay                        |                                                                                               | |
| 2014  | Discographie Studio Originale, Vol. 3 : 1954-56                                        | Barclay                        |                                                                                               | |
| 2014  | Discographie Studio Originale, Vol. 4 : 1956-57                                        | Barclay                        |                                                                                               | |
| 2014  | Discographie Studio Originale, Vol. 5 : 1958-60                                        | Barclay                        |                                                                                               | |
| 2014  | Discographie Studio Originale, Vol. 6 : 1960-61                                        | Barclay                        |                                                                                               | |
| 2014  | Discographie Studio Originale, Vol. 7 : 1962-63                                        | Barclay                        |                                                                                               | |
| 2014  | Discographie Studio Originale, Vol. 8 : 1963-64                                        | Barclay                        |                                                                                               | |
| 2014  | Discographie Studio Originale, Vol. 9 : 1964                                           | Barclay                        |                                                                                               | |
| 2014  | Discographie Studio Originale, Vol. 10 : 1964 & 1968                                   | Barclay                        |                                                                                               | |
| 2014  | Discographie Studio Originale, Vol. 11 : 1965-66                                       | Barclay                        |                                                                                               | |
| 2014  | Discographie Studio Originale, Vol. 12 : 1966-67                                       | Barclay                        |                                                                                               | |
| 2014  | Discographie Studio Originale, Vol. 13 : 1968-70                                       | Barclay                        |                                                                                               | |
| 2014  | Discographie Studio Originale, Vol. 14 : 1971-73                                       | Barclay                        |                                                                                               | |
| 2014  | Discographie Studio Originale, Vol. 15 : 1974/76                                       | Barclay                        |                                                                                               | |
| 2014  | Discographie Studio Originale, Vol. 16 : 1975                                          | Barclay                        |                                                                                               | |
| 2014  | Discographie Studio Originale, Vol. 17 : 1978-79                                       | Barclay                        |                                                                                               | |
| 2014  | Discographie Studio Originale, Vol. 18 : 1980-82                                       | Barclay                        |                                                                                               | |
| 2014  | Discographie Studio Originale, Vol. 19 : 1982-83                                       | Barclay                        |                                                                                               | |
| 2014  | Discographie Studio Originale, Vol. 20 : 1986-87                                       | Barclay                        |                                                                                               | |
| 2014  | Discographie Studio Originale, Vol. 21 : 1989                                          | Barclay                        |                                                                                               | Première réédition des réenregistrements Tréma sortis en 1989 |
| 2014  | Discographie Studio Originale, Vol. 22 : 1989                                          | Barclay                        |                                                                                               | Première réédition des réenregistrements Tréma sortis en 1989 |
| 2014  | Discographie Studio Originale, Vol. 23 : 1991                                          | Barclay                        |                                                                                               | |
| 2014  | Discographie Studio Originale, Vol. 24 : 1994                                          | Barclay                        |                                                                                               | |
| 2014  | Discographie Studio Originale, Vol. 25 : 1997                                          | Barclay                        |                                                                                               | |
| 2014  | Discographie Studio Originale, Vol. 26 : 1998                                          | Barclay                        |                                                                                               | |
| 2014  | Discographie Studio Originale, Vol. 27 : 2000                                          | Barclay                        |                                                                                               | |
| 2014  | Discographie Studio Originale, Vol. 28 : 2003                                          | Barclay                        |                                                                                               | |
| 2014  | Discographie Studio Originale, Vol. 29 : 2005                                          | Barclay                        |                                                                                               | |
| 2014  | Discographie Studio Originale, Vol. 30 : 2007                                          | Barclay                        |                                                                                               | |
| 2014  | Discographie Studio Originale, Vol. 31 : 2009                                          | Barclay                        |                                                                                               | |
| 2014  | Discographie Studio Originale, Vol. 32 : 2011                                          | Barclay                        |                                                                                               | |
| 2014  | Aznavour – Anthologie                                                                  | Barclay                        |                                                                                               | Anthologie 60 CD, plus de 760 titres nouvellement remastérisés à partir des bandes master originales analogiques; Plusieurs chansons de la période 1964-1965 sont présentées pour la première fois sur CD en stéréo                         |
| 2015  | Hit Box : Charles Aznavour                                                             | Barclay                        |                                                                                               | |
| 2015  | La collection officielle Charles Aznavour - Une vie en chansons - 50 albums de légende | Polygram Collections/Barclay   |                                                                                               | Collection de 50 CD vendus en kiosque et par correspondance, incluant des livrets inédits ainsi que des chansons rares parues dans l'intégrale 2014                                                                                         |
| 2015  | Rarities                                                                               | Barclay                        |                                                                                               | Compilation de versions inédites et rares parues dans l'Anthologie 2014 + deux versions rares de 1983 |
| 2016  | Best of Charles Aznavour (1948-1962)                                                   | Barclay                        |                                                                                               | |
| 2017  | Charles Aznavour - Collected                                                           | 3 CD, Universal Music/Pays-Bas |                                                                                               | Réédité en 2017, 3 vinyles de couleur "French Flag", Music on Vinyl/Europe |
| 2018  | Ses plus belles chansons                                                               | Barclay                        |                                                                                               | Vinyle |
| 2018  | Les Années Barclay (1960-1983)                                                         | 20 CD, Barclay                 |                                                                                               | 27 albums originaux en français + 2 albums originaux en anglais + 2 albums originaux en italien + 2 albums originaux en espagnol + 2 albums originaux en allemand + 2 live rarissimes (Live à Hollywood 1965 et Live au Japon - Tokyo 1971) |

### Live
| Année | Album | Étiquette     | Certifications  | Notes |
| ----- | --- | ------------- | --------------- | --- |
| 1966  | The World Of Charles Aznavour: All About Love, Recorded Live! At The Huntington Hartford Theatre Hollywood | Reprise/USA   |                 | Hollywood, 19-11-1965; Réédité pour la première fois sur CD en 2016 dans La collection officielle Charles Aznavour - Une vie en chansons - 50 albums de légende, Polygram Collections/Barclay; Réédité en 2018 dans le coffret Les années Barclay, Barclay. |
| 1968  | Face au public                                                                                             | Barclay       |                 | Olympia 19-01-1968; Réédité en 1998 dans le coffret « Aznavour live à l'Olympia », EMI; Réédité pour téléchargement numérique en 2009, EMI |
| 1968  | Aznavour à Tokio                                                                                           | Barclay/Japon |                 | Kosei-Nenkim Hall, Tokyo 21-05-1968 |
| 1971  | Charles Aznavour live in Japan                                                                             | Barclay/Japon |                 | Tokyo 1971; Réédité pour la première fois sur CD en 2018 dans le coffret Les années Barclay, Barclay. |
| 1973  | Aznavour chez lui, à Paris                                                                                 | Barclay       |                 | Olympia, novembre 72; Réédité en partie, en 1998, dans le coffret « Aznavour live à l'Olympia », EMI; Réédité en partie pour téléchargement numérique en 2009, EMI                                                                                          |
| 1973  | Ce soir là, Aznavour. Son passé au présent                                                                 | Barclay       |                 | Olympia 12-12-72; Réédité en partie, en 1998, dans le coffret « Aznavour live à l'Olympia », EMI; Réédité en partie pour téléchargement numérique en 2009, EMI                                                                                              |
| 1976  | Plein feu sur Aznavour                                                                                     | Barclay       |                 | Olympia 21-02-76 (Réédité en 2004 dans le coffret « Intégrale Charles Aznavour – Arc de triomphe », EMI) |
| 1976  | Live in Japan 76                                                                                           | Barclay/Japon |                 | Yubin-Chokin Kaikan Hall et Nakano Sun-Plaza Hall, Tokyo 1976 |
| 1978  | Guichets fermés                                                                                            | Barclay       |                 | Enregistré à l'Olympia, les 12, 13 et 14 janvier 1978; Réédité en partie, en 1998, dans le coffret « Aznavour live à l'Olympia », EMI; Réédité en partie pour téléchargement numérique en 2009, EMI                                                         |
| 1981  | 1980... Charles Aznavour est à l'Olympia                                                                   | Barclay       |                 | Olympia 1980; Réédité en 1998 dans le coffret « Aznavour live à l'Olympia », EMI; Réédité pour téléchargement numérique en 2009, EMI |
| 1987  | Récital Aznavour                                                                                           | Tréma         | - France: or    | Palais des congrès 1987; Réédité en 2009 pour téléchargement numérique, EMI |
| 1995  | Palais des Congrès 1994                                                                                    | EMI           | - France: 2x or | Réédité en 2009 pour téléchargement numérique, EMI |
| 1996  | Charles Aznavour au Carnegie Hall                                                                          | EMI           |                 | Juin 1995; Réédité en 2003 pour téléchargement numérique, EMI |
| 1999  | Palais des congrès 97/98                                                                                   | EMI           |                 | Réédité en 2011 pour téléchargement numérique, EMI |
| 2001  | Palais des congrès 2000                                                                                    | EMI           |                 | Réédité en 2003 pour téléchargement numérique, EMI |
| 2005  | Bon anniversaire Charles – Palais des congrès 2004                                                         | EMI           |                 | Concert solo |
| 2009  | Radio Suisse Romande présente : Studio Recording at Lausanne (1954) & Concert Live at Lausanne (1955)      | RSR           |                 | |
| 2013  | Live in Paris – April 3, 1962                                                                              | Body & Soul   |                 | Téléchargement numérique; Concert donné le 3 avril 1962 à l'Olympia de Paris; Réédité sur CD en 2018, Socadisc. |
| 2014  | Live au Carnegie Hall New York 1963                                                                        | Barclay       |                 | Téléchargement numérique (aussi compris dans l'Anthologie 60 CD, 2014) |
| 2015  | Aznavour Live - Palais des Sports 2015                                                                     | Barclay       |                 | |
| 2017  | Olympia février 1976                                                                                       | Barclay       |                 | 2 CD; Contient du matériel inédit; Il s'agit de la version étendue et complète du Plein feu sur Aznavour paru en 1976, puis réédité en 2004. |

## Discografia inglese

### Album studio
| Année | Album                                                 | Étiquette                             | Certifications    | Notes |
| ----- | ----------------------------------------------------- | ------------------------------------- | ----------------- | --- |
| 1958  | Believe in Me !                                       | Ducretet-Thomson                      |                   | |
| 1962  | The Time Is Now                                       | Mercury                               |                   | Aussi édité en 1962, Mercury, Stéréo; Réédité en 1963, "Pour vous, mesdames" (London Globe Records/DECCA/UK, GLB 1003, Mono), où la chanson "I Know I'm Wrong" remplace "Les comédiens" + nouvelle version de "Sarah"; Réédité pour téléchargement numérique en 2015 "The Time Is Now", Stage Door, Mono |
| 1965  | His Love Songs in English                             | Reprise                               |                   | Aussi édité en 1965, Reprise, Stéréo |
| 1967  | His Kind of Love Songs                                | Reprise                               |                   | Aussi édité en 1967, Reprise, Stéréo |
| 1969  | Of Flesh and Soul – Charles Aznavour Sings in English | Monument                              |                   | Aussi édité en 1969, Aznavour sings Aznavour (Barclay/France), où la chanson "Yesterday When I Was Young" remplace "A Blue Like the Blue of Your Eyes" |
| 1970  | A Man's Life: Charles Aznavour                        | Monument                              |                   | Réédité en 1971, Aznavour sings Aznavour Vol. 2 (Barclay/France), où la chanson "A Blue Like the Blue of Your Eyes" remplace "Yesterday When I Was Young" |
| 1972  | I Have Lived                                          | MGM Records                           |                   | Aussi édité en 1972, Aznavour sings Aznavour Vol. 3 (Barclay/France & UK), où une version courte de "The old fashioned ways" remplace la version longue présente sur l'album américain; Réédité en 1975, The Old Fashioned Way (Barclay/France)                                                          |
| 1974  | A Tapestry of Dreams                                  | Barclay                               | - Royaume-Uni: or | |
| 1975  | I Sing For... You                                     | Barclay                               |                   | |
| 1978  | We Were Happy Then                                    | MAM Records                           |                   | Aussi édité en 1978 Esquire (EMI/UK) |
| 1978  | A Private Christmas                                   | MAM Records                           |                   | Réédité en 1981 My Christmas Album (UK) (avec une nouvelle version de « She ») |
| 1983  | Aznavour '83                                          | align="center" va lign="top"\|Barclay |                   | Aussi édité en 1983, In Times To Be (Barclay/UK); Aussi édité en 1983, I'll Be There (Barclay/France) |
| 1995  | You and Me                                            | EMI                                   |                   | |

### 45 giri
| Année | Simple                                                                  | Étiquette  | Certifications        | Notes                                                  |
| ----- | ----------------------------------------------------------------------- | ---------- | --------------------- | ------------------------------------------------------ |
| 1962  | You've let yourself go – You've got to learn                            | Mercury    |                       |                                                        |
| 1965  | Who (will take my place) – Let me be your first love                    | Reprise    |                       |                                                        |
| 1965  | I will warm your heart – Venice blue                                    | Reprise/UK |                       |                                                        |
| 1967  | After loving you – Après l'amour [en anglais]                           | Reprise    |                       |                                                        |
| 1969  | Yerushalaïm [en anglais] – Green years                                  | Reprise    |                       |                                                        |
| 1970  | Yesterday when I was young – All those pretty girls                     | Barclay    |                       |                                                        |
| 1972  | To die of love (version 45 tours) – For me... formidable (version 1972) | Barclay    |                       |                                                        |
| 1973  | The old fashioned way – What makes a man                                | Barclay    |                       |                                                        |
| 1974  | She                                                                     | Barclay    | - Royaume-Uni: argent |                                                        |
| 1974  | She* – La baraka [en anglais]                                           | Barclay    |                       | (* Thème de la série télévisée "Seven faces of woman") |
| 1974  | The "I love you" song – Ciao always ciao                                | Barclay    |                       |                                                        |
| 1975  | You – Women of today                                                    | Barclay    |                       |                                                        |
| 1975  | Take me away – Ciao always ciao                                         | Barclay    |                       |                                                        |

### Compilation
| Année | Album                                                    | Étiquette | Certifications        | Notes                                            |
| ----- | -------------------------------------------------------- | --------- | --------------------- | ------------------------------------------------ |
| 1969  | The Aznavour Way                                         | Monument  |                       |                                                  |
| 1971  | Let's Love                                               | Harmony   |                       |                                                  |
| 1976  | The Best of Charles Aznavour                             | Barclay   |                       | Réédité en 1976, Barclay                         |
| 1982  | The Charles Aznavour Collection Vol. 1                   | Barclay   |                       |                                                  |
| 1982  | The Charles Aznavour Collection Vol. 2                   | Barclay   |                       |                                                  |
| 1988  | Aznavour – The Collection Vol. 1                         | Arcade    |                       | Réédité en 1991, Musarm                          |
| 1988  | Aznavour – The Collection Vol. 2                         | Arcade    |                       | Réédité en 1991, Musarm                          |
| 1990  | Aznavour (The Old Fashionned Way)                        | Musarm    |                       | Réédité en 1995, EMI                             |
| 1990  | Aznavour (She)                                           | Musarm    |                       | Réédité en 1995, EMI                             |
| 1990  | Aznavour (Yesterday When I Was Young)                    | Musarm    |                       | Réédité en 1995, EMI                             |
| 1993  | Like Roses                                               | Rondo     |                       |                                                  |
| 1995  | Greatest Hits                                            | Replay    |                       |                                                  |
| 1995  | The Best of Charles Aznavour – 20 Great Songs in English | EMI       |                       |                                                  |
| 1995  | Greatest Golden Hits                                     | EMI       |                       |                                                  |
| 1996  | She – The Best of Charles Aznavour                       | EMI       | - Royaume-Uni: argent |                                                  |
| 2001  | Forever                                                  | Smart Art |                       |                                                  |
| 2001  | Het Beste Van Charles Aznavour                           | EMI       |                       | Compilation française et anglaise, Hollande      |
| 2002  | Aznavour – The Very Best Of                              | EMI       |                       |                                                  |
| 2003  | Het Beste Van Charles Aznavour volume 2                  | EMI       |                       | Compilation française et anglaise, Hollande      |
| 2010  | Het Allerbeste Van Charles Aznavour                      | EMI       |                       | Compilation française et anglaise 2 CD, Hollande |
| 2014  | Sings In English: Greatest Hits                          | Universal |                       |                                                  |
| 2016  | Collected: 64 tracks-3CD                                 | Universal |                       | Compilation française et anglaise, Hollande      |

## Discografia spagnola

### Album studio
| Année | Album                    | Étiquette | Notes                                                                     |
| ----- | ------------------------ | --------- | ------------------------------------------------------------------------- |
| 1965  | Canta en español         | Barclay   |                                                                           |
| 1965  | Canta en español, vol. 2 | Barclay   |                                                                           |
| 1969  | Canta en español         | Barclay   |                                                                           |
| 1979  | Al dormir junto a ti     | Barclay   | Réédité en 1980 sous le titre Camarada (USA)                              |
| 1981  | Dios                     | Barclay   |                                                                           |
| 1996  | Cuando estás junto a mí  | EMI       |                                                                           |
| 2008  | Tú pintas mi vida        | EMI       | Album incluant un duo avec Shaila Dúrcal sur la chanson "Viajar y viajar" |

### EPs
| Année | Maxi                                                                             | Étiquette                   | Notes              |
| ----- | -------------------------------------------------------------------------------- | --------------------------- | ------------------ |
| 1958  | Juventud, divino tesoro – Vivir junto a ti – Esto es formidable – Mi última hora | Ducretet-Thomson            |                    |
| 1965  | Formi, formidable – La mamma [en espagnol] – Debes saber – Te espero             | Barclay                     |                    |
| 1965  | Venecia sin ti – Cuando no pueda más – Si vienes a mí                            | Barclay                     |                    |
| 1965  | Y por tanto – Sarah – Por querer – No sabré jamás                                | Barclay                     |                    |
| 1965  | Si tú me llevas – Isabel – Oh, tu vida – Amo París en el mes de mayo             | Barclay                     |                    |
| 1966  | Juventud, divino tesoro – Vivir junto a ti – Mi última hora                      | Hispanovox/Ducretet-Thomson | Nouvelles versions |
| 1966  | Yo te daré calor – C'est fini – Buen aniversario – Quédate                       | Barclay                     |                    |
| 1966  | Quién – Tus dieciséis años – Con – Era demasiado bonita                          | Barclay                     |                    |
| 1968  | Apaga la luz – Los verdes años – Lo que fue ya pasó – Un día                     | Sonoplay/Barclay            |                    |
| 1968  | La mamma [en espagnol] – Venecia sin ti – La bohemia [en espagnol] – Debes saber | Sonoplay/Barclay            |                    |

### 45 giri
| Année | Simple                                           | Étiquette         | Notes |
| ----- | ------------------------------------------------ | ----------------- | ----- |
| 1970  | Nunca más – Cuando y por qué                     | Barclay/MoviePlay |       |
| 1971  | Es la juventud – Venecia sin ti                  | Barclay/MoviePlay |       |
| 1971  | Morir de amor                                    | Barclay/MoviePlay |       |
| 1971  | Ayer aún – All those pretty girls                | Barclay/MoviePlay |       |
| 1972  | Morir de amor – Entre                            | Barclay/MoviePlay |       |
| 1972  | Placeres antiguos [1re version] – Que solo estoy | Barclay/MoviePlay |       |
| 1972  | Viví – Trousse-Chemise [en espagnol]             | Barclay/MoviePlay |       |
| 1973  | Canta en español La mamma – La bohemia           | Barclay/MoviePlay |       |
| 1973  | Iremos a Verona – Placeres antiguos [2e version] | Barclay/MoviePlay |       |
| 1981  | Dios – Pero fue ayer                             | Barclay/MoviePlay |       |
| 1982  | Venecia sin ti – La bohemia [en espagnol]        | Barclay/MoviePlay |       |
| 1982  | Con – Venecia sin ti                             | Barclay/MoviePlay |       |
| 1982  | Quién – Tus 16 años                              | Barclay/MoviePlay |       |
| 1982  | Venecia sin ti – La mamma [en espagnol]          | ORO               |       |

### Compilation
| Année | Album                                      | Étiquette         | Notes |
| ----- | ------------------------------------------ | ----------------- | --- |
| 1965  | Charles Aznavour en castellano             | Barclay           | Réédité en 1965/67, Disc Jockey                                                                          |
| 1965  | Más Charles Aznavour en castellano         | Barclay           | Réédité en 1965/67, Disc Jockey                                                                          |
| 1967  | Charles Aznavour en castellano             | Barclay           | |
| 1967  | Canta en español                           | Monument          | |
| 1968  | Canta en español, Volume 2                 | Monument          | |
| 1971  | El amor                                    | Orfeon            | |
| 1972  | Canta en español, vol. 1                   | Barclay           | |
| 1973  | Que solo estoy                             | Barclay           | |
| 1975  | Aznavour Españnol                          | Barclay           | |
| 1978  | Los Éxitos De Charles Aznavour             | Gramusic          | |
| 1981  | Aznavour en Español (Selección)            | Barclay/MoviePlay | |
| 1981  | Aznavour en Español, vol. 2                | Barclay/MoviePlay | |
| 1982  | Oro                                        | Barclay/MoviePlay | |
| 1984  | En español                                 | Barclay           | |
| 1990  | Sus canciones                              | Victoria/PDI      | 2 LP |
| 1990  | Sus canciones                              | PDI               | Réédité en 1991 « Venecia sin ti », MUSARM/France; Réédité en 1995 « Venecia sin ti », EMI Music Holland |
| 1990  | Sus canciones, vol. 2                      | PDI               | Réédité en 1991 « La bohemia », MUSARM/France                                                            |
| 1990  | Isabel                                     | PDI               | Réédité en 1991 « Isabel », MUSARM/France                                                                |
| 1992  | 20 Grandes Éxitos en Español               | Musarm            | |
| 1995  | Grandes Éxitos de Charles Aznavour         | EMI Music Holland | |
| 2001  | Los Grandes Éxitos                         | EMI               | 2 CD |
| 2002  | Sus Mas Grandes Éxitos                     | EMI               | |
| 2003  | 40 Grandes Éxitos en español               | EMI               | 2 CD |
| 2005  | Platinum Collection                        | EMI               | 3 CD |
| 2005  | Lo mejor de Charles Aznavour               | EMI               | |
| 2007  | Grandes Éxitos y Grandes Éxitos en Español | EMI               | 2 CD + DVD                                                                                               |
| 2014  | Aznavour Sings In Spanish - Best Of        | Universal         | Téléchargement numérique                                                                                 |

## Discografia tedesca

### Album studio
| Année | Album                | Étiquette      | Notes                                                                       |
| ----- | -------------------- | -------------- | --------------------------------------------------------------------------- |
| 1964  | Von Mensch zu Mensch | Barclay        | Réédité en 1965/66 sous le titre "Charles Aznavour in Deutschland", Barclay |
| 1967  | König des Chansons   | Barclay        | Incluant quelques titres déjà parus                                         |
| 1978  | Vor dem Winter       | Prisma Crystal |                                                                             |
| 1980  | Melodie des Lebens   | Mam            |                                                                             |
| 1995  | Du und ich           | EMI            |                                                                             |

### EPs
| Année | Maxi                                                                                 | Étiquette | Notes                    |
| ----- | ------------------------------------------------------------------------------------ | --------- | ------------------------ |
| 1960  | Du läßt dich geh'n – Spiel', Zigeuner – Ich frag' mich warum – Ich sah mich als Star | Ariola    | Réédité en 1964, Barclay |

### 45 giri
| Année | Simple                                                                  | Étiquette         | Notes     |
| ----- | ----------------------------------------------------------------------- | ----------------- | --------- |
| 1962  | Du läßt dich geh'n – Ich frag' mich warum                               | Barclay           |           |
| 1963  | Playboy’s Abschied (Wie es war) – Du übertreibst                        | Barclay           |           |
| 1963  | Es war nicht so gemeint – Warum läßt du mich so allein                  | Barclay           |           |
| 1964  | Für mich - For Me - Formidable – Zu spät                                | Barclay           |           |
| 1964  | Afrika Song – Man muss versthen                                         | Barclay-Ariola    |           |
| 1965  | Bitte bleib' – La mamma [en allemand]                                   | Barclay           |           |
| 1966  | La Bohème [en allemand] – Mit dir kam das Glück                         | Barclay           |           |
| 1967  | Und trotzdem lieb' ich sie – Geliebte                                   | Barclay           |           |
| 1967  | Ich halte dich schon warm – Yerushalaïm [en allemand]                   | Barclay           |           |
| 1968  | Caroline [en allemand] – Die Kinder des Krieges                         | Barclay-Metronome |           |
| 1972  | In deutsch Mourir d'aimer [en allemand] – Nein, ich vergaß nichts davon | Barclay           |           |
| 1972  | Tanz Wange an Wange mit mir – Wie sie sagen                             | Barclay           |           |
| 1974  | Sie [version alternative] – Tanz Wange an Wange mit mir [2e version]    | Barclay           | 62 079    |
| 1974  | Sie – Tanz Wange an Wange mit mir [2e version]                          | Barclay           | MB 28.110 |
| 1978  | Venedig in grau – Wie verrückte zu leben                                | Barclay           |           |

### Compilations
| Année | Album                                    | Étiquette | Notes |
| ----- | ---------------------------------------- | --------- | ----- |
| 1967  | Die Geliebte Stimme                      | Barclay   |       |
| 1973  | Portrait eines Stars                     | Barclay   |       |
| 1974  | Singt Deutsch                            | Barclay   |       |
| 1974  | Singt Deutsch (2)                        | Barclay   |       |
| 1982  | Du läßt dich geh'n                       | Amiga     |       |
| 2001  | Aznavour – Best of                       | EMI       |       |
| 2004  | Charles Aznavour – Das Beste auf Deutsch | EMI       |       |
| 2014  | Charles Aznavour – Das Beste             | Barclay   |       |

## Discografia italiana
- La maggior parte delle canzoni in Italiano sono state tradotte da Giorgio Calabrese.

### 33 giri
- 1963: Aznavour Italiano, volume 1 (Barclay BL 9022)
- 1964: Aznavour Italiano, volume 2 (Barclay BL 9023)
- 1966: Dall'Olympia i grandi della canzone francese. Charles Aznavour (Barclay BL 9033)
- 1968: Oramai Desormais (SIF, SIF/LP 90002)
- 1969: In diretta all'Olympia (SIF, SIF/LP 90004)
- 1970: Charles Aznavour e le sue canzoni (Barclay, BRC 60014)
- 1970: ...e fu subito Aznavour (Barclay, BRC 60015)
- 1971: Morir d'amore (Barclay, BRC 60020)
- 1971: Buon anniversario (Barclay, BRC 60024)
- 1972: Canto l'amore perché credo che tutto derivi da esso (Barclay, BRC 60027)
- 1973: Il bosco e la riva (Barclay, BRC 60036
- 1975: Del mio amare te (Barclay, BRC 60049)
- 1977: Charles Aznavour (Philips, 6308 300.1)
- 1978: Un Natale un po' speciale (Philips, 6492 214)
- 1989: Momenti sì, momenti no New Enigma su licenza Musarm prodotto da Charles Aznavour e Georges Garvarentz

### 45 giri
- 1970: Dopo l'amore/Perché sei mia (Barclay, BRC NP 40003)
- 1970: Com'è triste Venezia/L'istrione (Barclay, BRC NP 40007)
- 1970: I lupi attorno a noi/Parigi in agosto (Barclay, BRC NP 40017)
- 1970: Ed io tra di voi/Ti lasci andare (Barclay, BRC NP 40019)
- 1970: Ieri sì/La boheme (Barclay, BRC NP 40021)
- 1971: No, non mi scorderò mai/Morire d'amore (Barclay, BRC NP 40023)
- 1971: Buon anniversario/Chi (Barclay, BRC NP 40032)
- 1972: Quel che non si fa più/Ho vissuto (Barclay, BRC NP 40035)
- 1972: Quel che si dice/Come uno stupido (Barclay, BRC NP 40046)
- 1973: Noi andremo a Verona/Quel che non si fa più (Barclay, BRC NP 40050)
- 1974: Lei/La baraka (Barclay, BRC NP 40059)
- 1975: Del mio amare te/Ti amo (Barclay, BRC NP 40064)
- 1978: Maria che se ne va/Tu e solamente tu (Philips, 6025 217)
- 1989: Per te, Armenia/Sono caduti (con artisti vari) (New Enigma Records, NEM 47002)